# Spill the Wine
Spill the Wine (deutsch: Vergieß den Wein) ist ein Lied von Eric Burdon und War aus dem Jahr 1970, das im April 1970 auf dem Album Eric Burdon Declares “War” erschien.

## Platzierungen
Das Lied wurde als Single im Mai 1970 veröffentlicht und war der erste Billboard Hot 100 Hit der Gruppe. Das Lied schaffte es auf Platz 3 der Chartliste in den Vereinigten Staaten, Kanada und Australien. In den Niederlanden wurde Platz 15 erreicht, in Deutschland Platz 28.

## Inhalt und Musik
Das Lied stellt einen der Höhepunkte im künstlerischen Schaffen Eric Burdons dar. Das Lied wird überwiegend in einer etwas amüsierten Stimme gesprochen und handelt von einem Mann, der im Gras liegend einschläft und zu träumen beginnt, er wäre der Star eines Hollywood-Films. Den Hintergrund bildet ein rhythmusbetonter, fast hypnotischer Latino-Funk. Der Traum gleitet über in ein mystisch-erotisches Szenario, bei der eine Frau an den Träumer herantritt und ihn auffordert: „Spill the wine, take that pearl“ (vergieß den Wein, nimm diese Perle).

## Coverversionen
Das Lied wurde einige Male gecovert. Die bekannteste Aufnahme stammt von den The Isley Brothers für ihr Album Givin’ It Back. Weitere bekannte Aufnahmen stammen von The B-Side Players, Michael Hutchence, The Dream Syndicate, Freaked Out Flower Children und anderen.
1996 wurde das Lied von Junior Vasquez remixed und als Single veröffentlicht. Lonnie Jordan nannte in einem Interview im Jahr 2008 Eric Burdon den ersten Latin Rapper der Pop Musik.

## Verwendung
Spill the Wine wurde in den Filmen Boogie Nights, Deuce Bigalow: Male Gigolo und Gegen jede Regel verwendet. Auch in einer TV-Episode von Der Prinz von Bel Air wurde das Lied gesungen.